# Erosión democrática en los Estados Unidos

Índices de democracia liberal y electoral del V-Dem Institute para los Estados Unidos, 1900-2021.

Varios académicos y analistas consideran que una erosión democrática ha estado en curso en los Estados Unidos desde finales de la década de 2010. El puntaje del índice de democracia electoral del V-Dem Institute para los Estados Unidos alcanzó su punto máximo en 2015 y disminuyó drásticamente después de 2016, año en el que también fue degradado a «democracia defectuosa» por la Unidad de Inteligencia de The Economist en su informe anual del índice de democracia. Tanto V-Dem como Freedom House rebajaron la calificación de Estados Unidos en 2018.

## Trasfondo
La democracia es una forma de gobierno donde la mayoría de los ciudadanos votan para gobernar. Elecciones libres y justas, el sufragio universal, la protección de los derechos civiles y políticos se basa en el voto de la mayoría, así como el Estado de derecho en el que la mayoría decide la ley. Robert Mickey, un profesor asociado que estudia la historia política estadounidense, cree que Estados Unidos solo se convirtió en una verdadera democracia después de que el gobierno federal puso fin a los «enclaves autoritarios» de partido único de los estados del Sur de Estados Unidos, que se habían caracterizado por «segregación ordenada por el estado, la privación de derechos de los negros y muchos blancos, y restricciones a la competencia multipartidista con violencia sancionada por el estado». De esta manera, Mickey cree que hubo obstáculos para la competencia electoral justa y multipartidista en algunos estados y localidades hasta la década de 1980.

## Causas

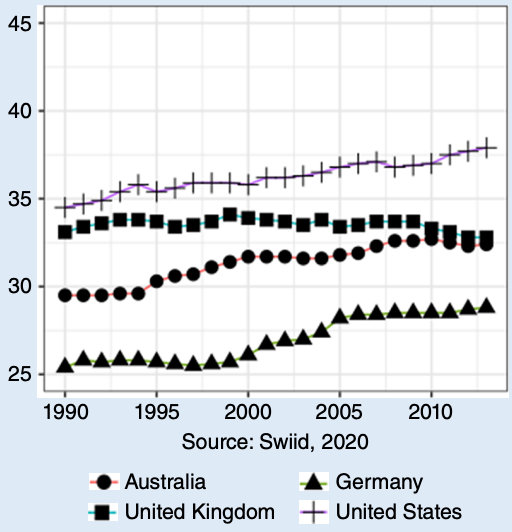
Desigualdad después de impuestos y transferencias.

El sociólogo iraní-alemán Behrouz Alikhani cita al gobierno siguiendo los intereses de las corporaciones globales en lugar de los ciudadanos y relajando las leyes de financiamiento de campañas, especialmente la decisión del caso Ciudadanos Unidos contra la Comisión de Elecciones Federales, como permitiendo que los ricos tengan una mayor influencia en la política. La politóloga Wendy Brown argumentó en 2006 que Estados Unidos se estaba desdemocratizando debido al neoliberalismo y al neoconservadurismo. En un libro de 2021, la historiadora Karen J. Greenberg argumentó que las políticas adoptadas durante la guerra contra el terrorismo permitieron una erosión democrática posterior bajo la presidencia de Donald Trump. Según el erudito en derecho constitucional Aziz Z. Huq, las principales causas de la erosión democrática son: «(1) la democratización incompleta de las instituciones nacionales creadas en 1787; (2) medio siglo de crecientes desigualdades en riqueza, poder de mercado e influencia política y (3) un resurgimiento de políticas identitarias étnicas blancas intolerantes y autoritarias asociadas con el Partido Republicano». Huq argumenta que la Corte Suprema de los Estados Unidos puede ser un vector de erosión democrática al permitir que estas tendencias se conecten y ayuden a afianzar el poder político en una minoría permanente aislada de la competencia democrática. Varios otros autores han presentado argumentos similares basados en casos singulares o en un conjunto más amplio de decisiones.

## Historia y pronóstico

Países que se autocratizan (rojo) o se democratizan (azul) de manera sustancial y significativa (2010-2020), según el V-Dem Institute. Los países en gris no han cambiado sustancialmente.

Robert Mickley y Ashley Jardina escribieron en su artículo White Racial Solidarity and Opposition to American Democracy que durante el siglo XXI los derechos relacionados al sufragio se erosionaron y aumentaron las manipulaciones partidistas tipo gerrymandering por parte de las legislaturas estatales. Estos académicos, junto con el Doctor en Filosofía Robert C. Rowland, escribieron que durante la presidencia de Donald Trump se había acelerado el debilitamiento de las normas democráticas. Un artículo publicado en The Annals of the American Academy of Political and Social Science dijo: «Trump socavó la fe en las elecciones, alentó la violencia política, vilipendió a los principales medios de comunicación, se posicionó como un hombre fuerte de la ley y el orden que desafió a los inmigrantes y reprimió las protestas, y se negó a denunciar el apoyo de los grupos de extrema derecha». Después de que Joe Biden ganó las elecciones presidenciales de Estados Unidos de 2020, los partidarios de Trump intentaron revertir el resultado de las elecciones, que incluyó el asalto al Capitolio de los Estados Unidos de 2021.
La Corte Roberts, el período desde 2005 durante el cual la Corte Suprema de los Estados Unidos ha sido dirigida por John Roberts como presidente, nunca ha derogado una ley electoral por infringir el sufragio o los derechos de protección igualitaria. Por otro lado, anuló el régimen de autorización previa de la Ley de derecho de voto en el caso Condado de Shelby contra Holder (2013), que existía para evitar la privación de derechos por parte de los estados. Tampoco ha actuado sobre gerrymandering partidista. En su conjunto, según Huq, estos cambios modifican el equilibrio institucional para «permitir la reproducción del sistema de dominio de un solo partido similar al que caracterizó al sur de Estados Unidos durante gran parte del siglo XX».
En 2019, los politólogos Robert R. Kaufman y Stephan Haggard vieron «sorprendentes paralelismos en términos de disfunción democrática, polarización, la naturaleza de las apelaciones autocráticas y los procesos a través de los cuales gobernantes autocráticos intentaron explotar los cargos electos» en los Estados Unidos bajo Trump en comparación a otros países reincidentes (Venezuela, Turquía y Hungría). Argumentan que un cambio hacia el autoritarismo competitivo es posible pero poco probable. En 2020, Kurt Weyland presentó un modelo cualitativo para evaluar la continuidad y reversión democráticas utilizando datos históricos de la experiencia de otros países. Su estudio concluyó que Estados Unidos es inmune a la reversión democrática. En 2021, los politólogos Matias López y Juan Pablo Luna criticaron su metodología y selección de parámetros y argumentaron que tanto la continuidad como la reversión democráticas son posibles. Con respecto al estado de la investigación académica sobre el tema, escribieron que «a probabilidad de observar una erosión democrática en los Estados Unidos sigue siendo una cuestión abierta e importante».

## Opinión pública
Una encuesta realizada entre 2017 y 2019 encontró que una tercera parte de los estadounidenses quiere un «líder fuerte que no tenga que preocuparse por el Congreso o las elecciones», y una cuarta parte tenía una visión favorable de un régimen militar. Un estudio de investigación administrado en 2019 encontró una asociación entre el apoyo a Trump y el apoyo al engrandecimiento del poder ejecutivo, y que era más probable que los republicanos apoyen a un candidato que suspenda el Congreso o ignore los veredictos judiciales. Múltiples estudios han encontrado que el apoyo a la democracia entre los estadounidenses blancos se correlaciona negativamente con su nivel de prejuicio racial o resentimiento racial, y que «el apoyo al gobierno autoritario antidemocrático está asociado con el apego psicológico de algunos blancos a su grupo racial y un deseo para mantener el poder y el estatus de su grupo frente a la democracia multirracial».

## Efectos
Un estudio de 2022 encontró que ciertos estadounidenses están menos dispuestos a aceptar un trabajo hipotético en un estado caracterizado por experimentar una erosión democrática, lo que podría imponer costos económicos. Según Jamie Gillies, las relaciones Canadá-Estados Unidos pueden ser revaluadas por Canadá a pesar de ser históricamente cercanas en respuesta a la erosión democrática en los Estados Unidos.

## Lectura adicional
- Grumbach, Jacob (2022). Laboratories Against Democracy: How National Parties Transformed State Politics (en inglés). Princeton University Press. ISBN 978-0-691-21845-8. (vista previa) Archivado el 25 de junio de 2022 en Wayback Machine.
- Haggard, Stephan; Kaufman, Robert (2021). Backsliding: Democratic Regress in the Contemporary World (en inglés). Cambridge University Press. ISBN 978-1-108-95840-0.
- Kreml, William P. (2016) [1991]. Losing Balance: De-Democratization of America (en inglés). Routledge. ISBN 978-1-315-48819-6.

- Datos: Q112228220